# بازپخت محلول
بازپخت محلول (به انگلیسی: Solution Annealing) که گاه بازپخت با کوئنچ کردن (به انگلیسی: Quench Annealing) نیز خوانده می‌شود، یک عملیات حرارتی دما-بالاست که عناصر آلیاژی ماده به داخل یک "محلول-جامد" آورده می‌شوند. این حالت "محلول-جامد" با کوئنچ کردن ماده داخل آب یا پلیمر حفظ می‌شود. به دلیل اینکه این فرایند از نواحی جامد-محلول نمودار فازی آهن-کربن بهره می‌برد به این فرایند بازپخت محلول (Solution Annealing) می‌گویند. در مورد آلیاژهای غیر آهنی نیز این فرایند مربوط به نمودارهای فازی بین اجزای اصلی تشکیل دهنده آلیاژ است.

## بازپخت محلول فولادها
در فولادها، بازپخت محلول شامل گرمایش آن تا دماهای بالا برای مدتی نسبتاً طولانی است تا کاربیدهای آزاد به داخل محلول جامد کشیده شود و سپس آنرا به سرعت کوئنچ می‌کنند تا ماده در همین شکل ثابت (Freeze) شود. فولاد حاصل قابلیت شکل‌پذیری خواهد داشت و مقاومت به خوردگی در مقابل برخی اسیدها افزوده می‌شود.